# Ma femme est sans critique
Pour plus de détails, voir Fiche technique et Distribution.
Ma femme est sans critique (titre original : Critic's Choice) est un film américain réalisé par Don Weis, sorti en 1963.

## Fiche technique
- Titre original : Critic's Choice
- Titre français : Ma femme est sans critique
- Réalisation : Don Weis
- Scénario : Jack Sher d'après la pièce d'Ira Levin
- Photographie : Charles Lang
- Montage : William H. Ziegler
- Musique : George Duning
- Producteur : Frank P. Rosenberg
- Pays d'origine : États-Unis
- Genre : Comédie
- Date de sortie : 1963
- Affiche : Enzo Nistri (Italie)

## Distribution
- Bob Hope : Parker Ballantine
- Lucille Ball : Angela Ballantine
- Marilyn Maxwell : Ivy London
- Rip Torn : Dion Kapakos
- Jessie Royce Landis : Charlotte Orr
- John Dehner : S.P. Champlain
- Jim Backus : Dr William Von Hagedorn
- Ricky Kelman (en) : John Ballantine
- Dorothy Green : Mme Margaret Champlain
- Marie Windsor : Sally Orr
- Joseph Gallison (en) : Philip 'Phil' Yardley
- Joan Shawlee : Marge Orr
- Richard Deacon : Harvey Rittenhouse
- Jerome Cowan : Joe Rosenfield
- Lurene Tuttle : la mère dans 'Sisters Three'
- Stanley Adams : le barman
- Parmi les acteurs non crédités :
- Joe Brooks : le receveur
- Ahna Capri : la fille
- James Flavin : garde de sécurité
- Judd Holdren : un adversaire
- Bess Flowers : membre du public à 'Sisters Three'
- Stuart Holmes : membre du public à 'Sisters Three'
- Eugene Jackson : membre du public
- Jack Mower : membre du public
- Hal Smith : l'homme ivre
- Rhoda Williams : l'opératrice du téléphone
- Tom Wilson
- Sam Flint
- Grace Lee Whitney
- Pamela Austin